# Gyöngyösfalu
Gyöngyösfalu is een plaats (község) en gemeente in het Hongaarse comitaat Vas. Gyöngyösfalu telt 1095 inwoners (2001).

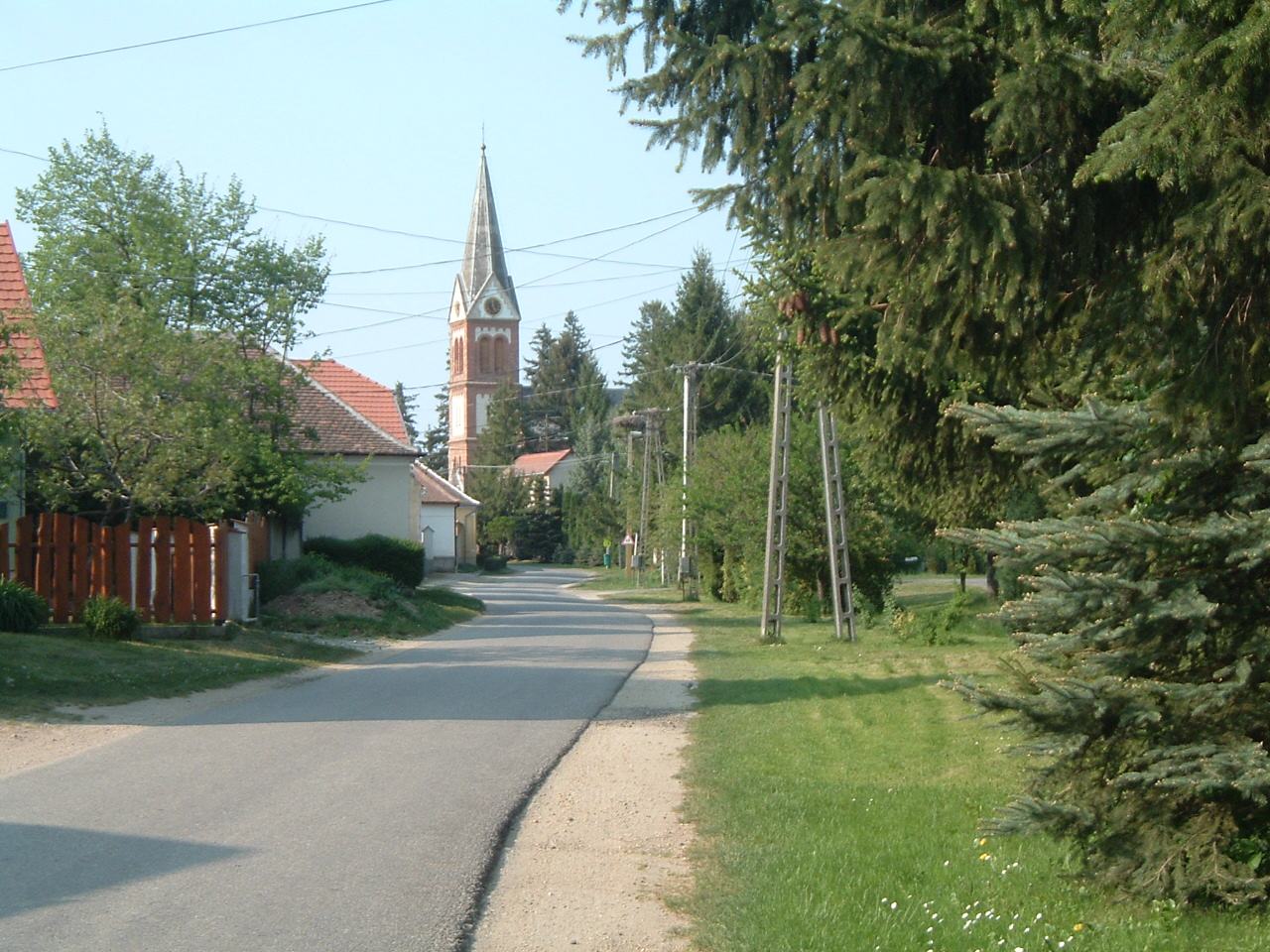